# 무로이 마사야
무로이 마사야(室井昌也, 1972년10월3일~)는 일본의 언론인이다 .도쿄도 도시마구 출신이며, 일본 대학 예술학부 연극학과 중퇴. 이전은 텔레비전 캐스터 오시한 시노부가 대표이사 회장의 탤런트 사무소 「에스·오·프로모션」에 소속해, 2017년부터 애플 소속. 리포터나 MC등의 활동도 하고 있다.
한국 프로야구에 관한 저작이나 집필 활동을 중심으로 한국 프로야구 관련 코디 등을 하는 유한회사 스트라이크존의 이사 사장도 맡는다.저서인 『한국 프로야구 관전 가이드&선수명감』은 2004년부터 매년 발행을 이어오며 편집·취재·사진을 직접 하고 있다.자칭 '한국 프로야구의 전설'.

## 경력·인물
- 1972년(쇼와 47년), 도쿄도 도시마구에 태어난다.
- 어릴 때부터 아버지의 영향을 받아 야구를 좋아하게 된다.당시 살고 있던 이케부쿠로에는, 선샤인 60내에 세이부 라이온스(현-사이타마 세이부 라이온스)의 구단 사무소가 있었기 때문에, 라이온스가 후쿠오카로부터 토코로자와에 이전해 온 이래, 현재도 라이온스 팬이다.이전에는 세이부 돔의 라이트 외야석에서 동료와 뜨겁게 응원하고 있었다고 한다.2016년 12월과 2017년 1월에는 세이부 팬들을 위한 레오당 노스탤지어라는 행사를 개최했다.
- 도쿄도립 시무라 고등학교 졸업 후, 일본 대학 예술 학부 연극 학과에 입학.재학 중에는 학내 클럽인 뮤지컬 연구회나 소극장에서 활동했다.
- 대학중퇴후, 스즈키, 마키노 에미등이 주재하는 극단 MOTHER에 재적. 그 후 에스·오·프로모션에 소속.
- 2002년 한국이화여대 언어교육원으로 유학을 떠나 같은 해 12월 서울 세종문화회관에서 열린 '대통령배 국제우리말 웅변대회'(사단법인 국제전통문화예술협회). 주최)에서 「왜 이 포즈가 많아? 한국의 엄지손가락 표현에 대하여를 발표해 외국인 부문 대상을 수상한 바 있다.이 발표는 자신의 사이트에서 슬라이드 형식으로 공개되고 있다.
- 2003년 『한국 프로야구 관전 투어』를 실시해, 2019년까지 연 1, 2회 정도의 페이스로 개최.투어에는 가이드 역할로 동행하며 한국 프로야구에서 지도하는 일본인 코치와의 교류회가 열리기도 한다.
- 2004년부터 『한국 프로 야구 관전 가이드 & 선수 명감』을 매년 발행. 2023년에 20년째가 됐다.
- 아시아시리즈나 월드베이스볼클래식 중계 등 일본 언론에서 한국 야구계를 다룰 때는 정보 제공이나 게스트 해설, 공식 프로그램 등에 집필 등을 맡는 경우가 많다.
- 2006년 4월부터, 한국의 스포츠지 「스포츠조선」에서 「무로이의 가깝고 먼 한일 야구」라는 칼럼을 한국어로 연재하고 있다.2016년 12월, 그 칼럼들을 재편집·가필하여 『야구 사랑은 한일을 잇는다』를 출판했다.
- 2009년 3월부터 일간스포츠의 모바일 사이트 「월드 베이스볼」에서 칼럼 「한화구제」를 매주 연재하고 있다.
- 2011년 12월에는 카도쿠라 켄, 2012년 1월에는 오카모토 마나토와 한국 프로 야구에 재적한 적이 있는 일본인 선수를 초청한 토크 라이브등의 이벤트를 도쿄도내에서 개최했다.
- 2012년 11월, 홋카이도 닛폰햄 파이터스가 드래프트 1위 지명한 오타니 쇼헤이(하나마키 히가시고)와 입단 교섭했을 때, 제시한 자료 「꿈으로의 이정표~일본 스포츠에 있어서의 젊은기 해외 진출의 고찰~」에, 자료 작성 협력자로서 닛폰햄 구단 홈페이지내의 자료에 이름이 기재되어 있다.
- 혼인 신고서를 이와테현 오후나토시에 제출한 인연으로부터 이와테현 연안부에서 자원봉사 활동을 실시하고 있다.
- 2014년 11월에는 한국 프로야구와 관련이 없는 최초의 저작 <교통정보의 여인들>을 논창사에서 출간하기도 했다.이것은 라디오의 교통 정보에 출연하는 여성 캐스터를 다룬 작품이다.또 2015년 10월, 2권째가 되는 라디오 관계의 저작 「라디오의 일」(면성 출판)을 출판했다.
- 2015년 11월, 자신이 경영하는 유한 회사 「스트라이크·존」의 명의로, 다른 식자와 함께 「대만 프로 야구 CPBL 관전 가이드」를 일본에서 발행했다.동저의 앰배서더로서 전 프로 야구 선수·코바야시 료히로가 기용되고 있다.2021년에는 『대만 프로야구 CPBL 관전 가이드 & 선수명감 2021』을 발행하고 있다.
- 2016년 7월부터 2018년 10월까지 라디오 일본에서 화요일 11시 5분부터 약 10분간 한국 프로야구의 정보 코너 '무로이 마사야의 한국 야구를 보러 가자!'를 담당했다.동년 7월부터 9월까지는 「미네 류타의 미네스타」의 1코너였지만, 동년 10월부터는 「Hello! I, Radio」의 1코너였다.
- 2018년 12월에 각 분야의 전문가나 지식인이 개인으로서 의견이나 제안을 기고하는 「Yahoo! 뉴스 개인」의 오서로 취임했다.
- 지금까지 히라노 켄, 카토리 요시타카, 나카지마 테루시, 고토 타카시등의 전 프로 야구 선수를 초대한 토크 이벤트를 기획, 출연하고 있다.
- 2020년 12월부터 오키나와 커뮤니티 FM국 코자에서 토크 프로그램 "무로이 마사야 나와 너의 호기심'에 매주 출연하고 있다.2024년 5월부터 방송국을 FM나하로 옮겼다.
- 자신의 활동에 영향을 준 야구인으로서 쿠리야마 히데키, 카도쿠라 켄, 고토 타카시의 이름을 들고 있다[5].
- 2022년 12월에 편저자를 맡은 『오키나와의 노선버스 외출 가이드 북'(논창사)을 출판.캠프 취재나 라디오 프로그램 출연 시 노선버스를 계속 이용한 자신의 경험을 바탕으로 '누구나 부담 없이 버스를 탈 수 있도록'이라고 자체적으로 루트표를 작성해 승객 눈높이 가이드 책을 만들었다.버스 맵 오키나와의 주재·야타가이 테츠가 어드바이저로서 참가했다.
- 2023년 4월 편저서 『오키나와의 노선버스 외출 가이드 북'이 오키나와의 서점원이 지금 가장 읽어 주었으면 하는 책을 선택하는 「제9회 오키나와 서점 대상」의 오키나와 부문 대상을 수상했다.
- 2024년 4월, 편저서 「오키나와의 슈퍼 쇼핑 가이드 북」이 「제10회 오키나와 서점 대상」의 오키나와 부문 우수상을 수상했다.

## 저서
- 한국 프로 야구 관전 가이드&선수 명감 2004(쇼가쿠칸 스퀘어)
- 한국 프로 야구 관전 가이드&선수 명감 2005(쇼가쿠칸 스퀘어)
- 한국 프로 야구 관전 가이드&선수 명감 2006(쇼가쿠칸 스퀘어)
- 한국 프로 야구 관전 가이드&선수 명감 2007(쇼가쿠칸 스퀘어)
- 한국 프로 야구 관전 가이드&선수 명감 2008(쇼가쿠칸 스퀘어)
- 한국 프로 야구 관전 가이드&선수 명감 2009'(쇼가쿠칸 스퀘어)
- 한국 프로 야구 관전 가이드&선수 명감 2010(쇼가쿠칸 스퀘어)
- 한국 프로 야구 관전 가이드&선수 명감 2011(쇼가쿠칸 스퀘어)
- 한국 프로 야구 관전 가이드&선수 명감 2012(논창사)
- 한국 프로 야구 관전 가이드&선수 명감 2013(논창사)
- 한국 프로 야구 관전 가이드&선수 명감 2014(논창사)
- 교통정보의 여인들(논창사)
- 한국 프로 야구 관전 가이드&선수 명감 2015(논창사)
- 『라디오의 일』(면성출판)
- 한국 프로 야구 관전 가이드&선수 명감 2016(논창사)
- 야구 사랑은 한일을 잇는다(논창사)
- 한국 프로 야구 관전 가이드&선수 명감 2017(논창사)
- 한국 프로 야구 관전 가이드&선수 명감 2018(논창사)
- 한국 프로 야구 관전 가이드&선수 명감 2019(논창사)
- 한국 프로 야구 관전 가이드&선수 명감 2020(논창사)
- 한국 프로 야구 관전 가이드&선수 명감 2021(논창사)
- 한국 프로 야구 관전 가이드&선수 명감 2022(논창사)
- "오키나와의 노선버스 외출 가이드 북' (논창사)
- 한국 프로 야구 관전 가이드&선수 명감 2023(논창사)
- 『오키나와의 슈퍼 쇼핑 가이드 북』(논창사)
- 『한국 프로 야구 관전 가이드 & 선수 명감 2024』(논창사)

## 야구 중계 출연
- 한국 프로 야구 올스타 2015 (텔레아사 채널 2) 해설
- WBC 2023 일본 대 한국 (아마존 프라임 비디오) 게스트 해설
- WBC 2023 한국 대 체코 (J SPORTS) 해설
- WBC 2023 중국 대 한국(J SPORTS) 해설 외

## 텔레비전 출연
- 세러데이 워치 9 (NHK종합)
- 줌인!! 세러데이(닛폰TV)
- 보도 스테이션 (TV 아사히)
- 후루타의 방정식 (TV아사히)
- 메가스포(테레비도쿄)
- 정보라이브 미야네야(요미우리TV)

## 라디오 출연
- 무로이 마사야 복과 당신의 호기심 (FM나하)
- 무로이 마사야 복과 당신의 호기심 (FM 코자)
- 무로이마사야(室井昌也)의 한국 야구를 보러 가자! (라디오 일본)
- NHK 저널 (NHK 제1)
- 아시아 시리즈 중계 (TBS 라디오)
- 사이토 카즈미 뉴스와이드 SAKIDORI (문화방송)
- 마츠모토 히데 정보 발견 코코만! (닛폰방송) 외